# Jean Schoos
Jean Schoos (* 8. Juni 1924 in Luxemburg-Bahnhofsviertel; † 9. April 2005 in Berdorf, Luxemburg) war ein luxemburgischer Historiker.

## Leben und Wirken
Schoos schloss im Jahr 1943 seine Schulausbildung am Athénée de Luxembourg ab. Anschließend arbeitete er als Büroangestellter der Liefergemeinschaft der Luxemburgischen Eisenerzgruben.
Von 1946 bis 1949 studierte er an der Universität im schweizerischen Freiburg mittlere und neuere Geschichte, Historische Hilfswissenschaften, Kulturgeschichte und Romanistik. Er wurde dort 1949 bei Hans Foerster in französischer Sprache über die Geschichte Luxemburgs in der ersten Hälfte des 13. Jahrhunderts summa cum laude promoviert. 1950 wechselte er an die Universität Bonn, wo er am Institut für geschichtliche Landeskunde des Rheinlands arbeitete und sich 1954 in deutscher Sprache mit einer Arbeit über den spätmittelalterlichen Machtkampf zwischen Burgund und Orléans und seine Folgen für das deutsch-französische Grenzgebiet habilitierte.
Von 1957 an lehrte Schoos am Institut für Geschichtliche Landeskunde der Rheinlande, zunächst als Privatdozent, dann ab 1964, im Anschluss an eine Gastprofessur an der Universität Toulouse, als Professor. 1989 wurde er emeritiert, setzte seine Lehrveranstaltungen (darunter regelmäßige Vorlesungen zur Geschichte Frankreichs in französischer Sprache) aber noch bis 1995 fort. Seit 1952 war Schoos korrespondierendes Mitglied der Sektion Geschichte des luxemburgischen Institut Grand-Ducal.
Im Mittelpunkt von Schoos’ Forschungen stand, neben der französischen Geschichte des Spätmittelalters, vor allem die Geschichte Luxemburgs und seiner Dynastien, über die er mehrere epochenübergreifende Studien veröffentlichte, in denen er stets landeskundliche und genealogische Ansätze miteinander verband. Daraus erwuchs 1990 auch ein Band über „Orden und Ehrenzeichen“ der luxemburgischen und der ihnen nachfolgenden Nassauer Herzöge.
Von 1972 bis 1986 war Schoos Beauftragter der großherzoglichen Güterverwaltung in Luxemburg für das nassauische Hausarchiv im Hessischen Hauptstaatsarchiv Wiesbaden. In dieser Funktion betreute er auch die nassauischen Grablegen in Usingen und Weilburg und leitete dort zu Gedenktagen zeremonielle Akte.
Schoos war unter anderem Komtur des päpstlichen Gregoriusordens und des Ordre des Palmes Académiques, Offizier des Militär- und Zivildienst-Ordens Adolphs von Nassau und der Ehrenlegion sowie Träger des Bundesverdienstkreuzes I. Klasse.

## Schriften
Monographien
- Le développement politique et territorial du pays de Luxembourg dans la première moitié du XIIIème siècle. Beffort, Luxembourg 1950.
- Der Machtkampf zwischen Burgund und Orléans unter den Herzögen Philipp dem Kühnen, Johann ohne Furcht von Burgund und Ludwig von Orléans. Mit besonderer Berücksichtigung der Auseinandersetzung im deutsch-französischen Grenzraum  (= Publications de la Société pour la Recherche et la Conservation des Monuments historiques dans le Grand-Duché de Luxembourg. Band 75). Beffort, Luxembourg 1956.
- Die Orden und Ehrenzeichen des Großherzogtums Luxemburg und des ehemaligen Herzogtums Nassau in Vergangenheit und Gegenwart. Saint-Paul, Luxembourg 1990, ISBN 2-87963-048-7.

Aufsätze
- Thron und Dynastie. Aufsätze aus drei Jahrzehnten, zusammengestellt und herausgegeben anläßlich der Silberhochzeit Ihrer Königlichen Hoheiten des Großherzogs und der Großherzogin von Luxemburg. Saint-Paul, Luxembourg 1978. (französischsprachige und deutsche Aufsätze)
- Die Familie der Luxemburger. Geschichte einer Dynastie. In: Franz-Josef Heyen (Hrsg.): Balduin von Luxemburg. Erzbischof von Trier – Kurfürst des Reichs 1285–1354. Festschrift aus Anlaß des 700. Geburtsjahres (= Quellen und Abhandlungen zur mittelrheinischen Kirchengeschichte. Band 53). Verlag der Gesellschaft für Mittelrheinische Kirchengeschichte, Mainz 1985, S. 119–149.
- Neuzeitliche Dynastien im alten lotharingischen Raum. Historisch-soziologische Untersuchung der westeuropäischen Dynastien mit Hilfe der Ahnentafel (zu 12 Generationen) des heutigen Erbgroßherzogs von Luxembourg. In: Marlene Nikolay-Panter, Wilhelm Janssen, Wolfgang Herborn (Hrsg.): Geschichtliche Landeskunde der Rheinlande: Regionale Befunde und raumübergreifende Perspektiven. Georg Droege zum Gedenken. Böhlau, Köln/Wien 1994, ISBN 3-412-06893-4, S. 415–451.